# الخندق الإفريقي
الخندق الأفريقي (باللاتينية: Fossatum Africae) هي بنية دفاعية خطية يزعم أنها تمتد على 750 كم أو أكثر في شمال أفريقيا، شيدت خلال فترة الإمبراطورية الرومانية للدفاع والسيطرة على الحدود الجنوبية للإمبراطورية في أفريقيا، له العديد من أوجه التشابه في البناء مع سور هادريان عند الحدود الشمالية للإمبراطورية في بريطانيا.